# Poyntonophrynus
Poyntonophrynus – rodzaj płazów bezogonowych z rodziny ropuchowatych (Bufonidae).

## Zasięg występowania
Rodzaj obejmuje gatunki występujące na suchych nizinach Somalii przez wschodnią i południową Etiopię do wschodniego Sudanu Południowego i Kenii, stamtąd na południe przez Tanzanię do Angoli, północnej Namibii, Botswany, Południowej Afryki i Eswatini.

## Systematyka

### Etymologia
Poyntonophrynus: John Charles Poynton (ur. 1931), południowoafrykański herpetolog; gr. φρυνη phrunē, φρυνης phrunēs „ropucha”.

### Podział systematyczny
Do rodzaju należą następujące gatunki:
- Poyntonophrynus beiranus (Loveridge, 1932)
- Poyntonophrynus damaranus (Mertens, 1954)
- Poyntonophrynus dombensis (Bocage, 1895)
- Poyntonophrynus fenoulheti (Hewitt & Methuen, 1912)
- Poyntonophrynus fernandae Baptista, Vaz Pinto, Keates, Lobón-Rovira, Edwards & Rödel, 2023
- Poyntonophrynus grandisonae (Poynton & Haacke, 1993)
- Poyntonophrynus grindleyi (Poynton, 1963)
- Poyntonophrynus hoeschi (Ahl, 1934)
- Poyntonophrynus jordani (Parker, 1936)
- Poyntonophrynus kavangensis (Poynton & Broadley, 1988)
- Poyntonophrynus lughensis (Loveridge, 1932)
- Poyntonophrynus nambensis Baptista, Vaz Pinto, Keates, Lobón-Rovira, Edwards & Rödel, 2023
- Poyntonophrynus pachnodes Ceríaco, Marques, Bandeira, Agarwal, Stanley, Bauer, Heinicke & Blackburn, 2018
- Poyntonophrynus parkeri (Loveridge, 1932)
- Poyntonophrynus vertebralis (Smith, 1848)